# Strzemięcin (Grudziądz)
Strzemięcin (niem. Stremotzin) – dzielnica Grudziądza, przyłączona do miasta w latach 70. XX wieku. Pierwsze mieszkania oddano tutaj do użytku 18 lutego 1975.

## Położenie
Położona na Kępie Strzemięcińskiej graniczy od zachodu z Nadbrzeżem Wiślanym. Od południa graniczy z Rządzem a od północnego wschodu z Przedmieściem Chełmińskim (osiedlem Kopernika).

## Ulice
- Śniadeckich
- Korczaka
- Jackowskiego
- Wyspiańskiego
- Zachodnia
- Strażacka
- Północna
- Generała Rota-Roweckiego
- Konopnickiej
- Szachnitowskiego Czesława (do 2018 Szenwalda Lucjana)[2]
- Staffa
- Cypriana Kamila Norwida
- Władysława Reymonta
- Libelta
- Wawrzyniaka
- Tetmajera
- Chełmińska
- Nałkowskiej
- ks. Henryka Kujaczyńskiego

## Komunikacja
Osiedle jest skomunikowane z resztą miasta tramwajem linii numer 2 oraz autobusem linii numer 22 które przejeżdżają na granicy osiedla, wzdłuż ulicy Chełmińskiej. Głównymi ulicami Strzemięcina kursują autobusy linii 4, 10, 12, 14, 16, 17, 19, 21, sezonowe 11, R oraz nocna linia N.

## Życie dzielnicy
- W dzielnicy mieści się rzymskokatolicki kościół pw. św. Maksymiliana Kolbe[3],
- Zespół Szkół Ogólnokształcących im. Bronisława Malinowskiego - w skład zespołu wchodzi Szkoła Podstawowa nr 7 oraz V Liceum Ogólnokształcące,
- Kaplica Społeczności Chrześcijańskiej w Grudziądzu[4][5]
- Przychodnia lekarska "Strzemięcin",
- Przychodnia "Centrum Zdrowia na Skarpie",
- Sklepy sieci: Lidl, Biedronka (są dwa),
- boisko sportowe – Orlik[6],
- Osada GRUD z kompleksem boisk, skateparkiem, rurowymi zjeżdżalniami i wygrodzonym wybiegiem dla psów.
- W Lesie Świętopełka można spotkać miejsca, gdzie były umieszczone działa broniące miasta przed najeźdźcą oraz pozostałości fortu wchodzącego w skład wewnętrznego pierścienia twierdzy grudziądzkiej.
- Do lat międzywojennych na wiślanym stoku działała restauracja – Böslershohe, która na skutek podmycia przez wody Wisły skarpy, osunęła się do nurtu rzeki w 1931 roku[7].

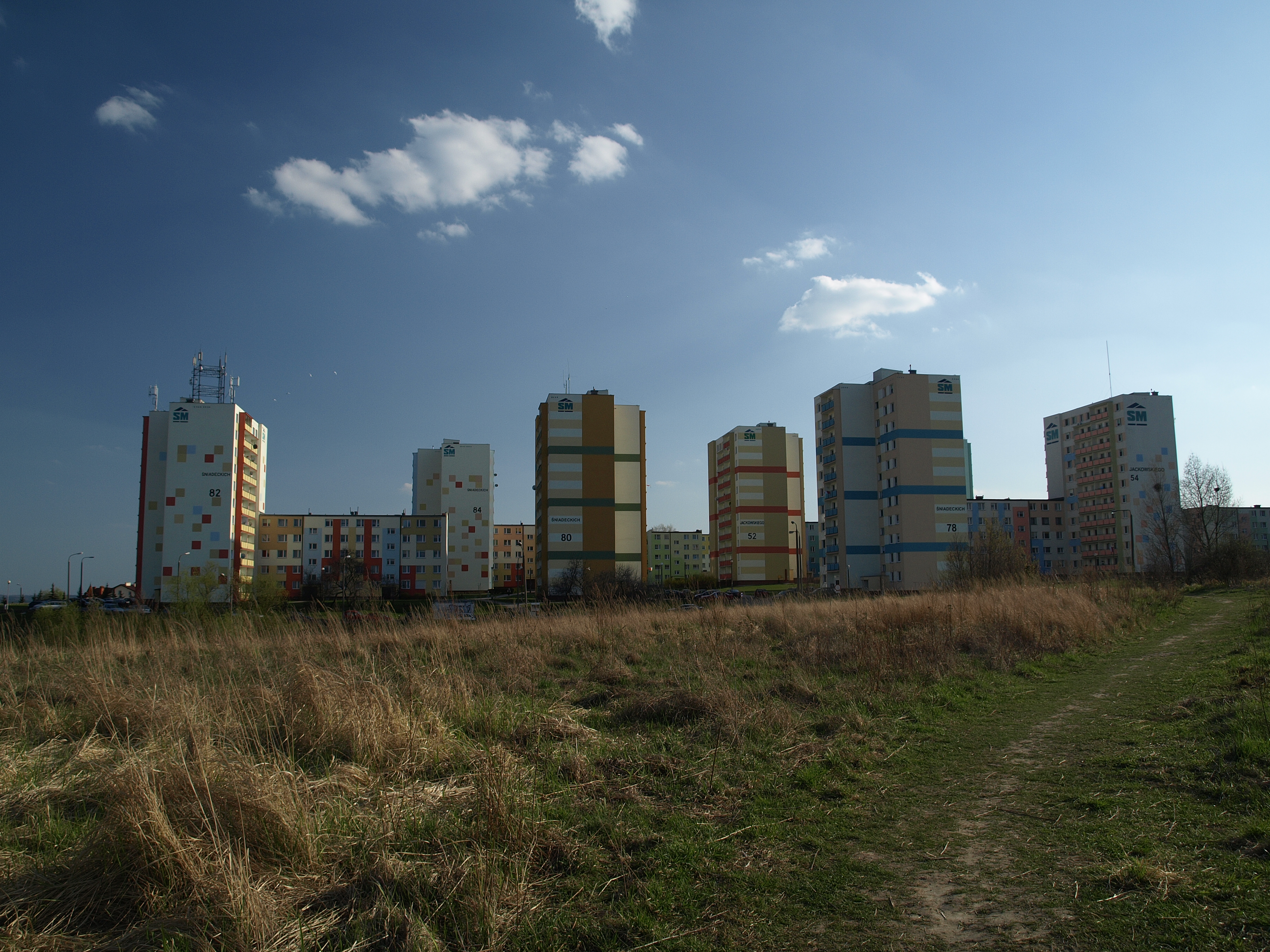
Fragment osiedla Strzemięcin
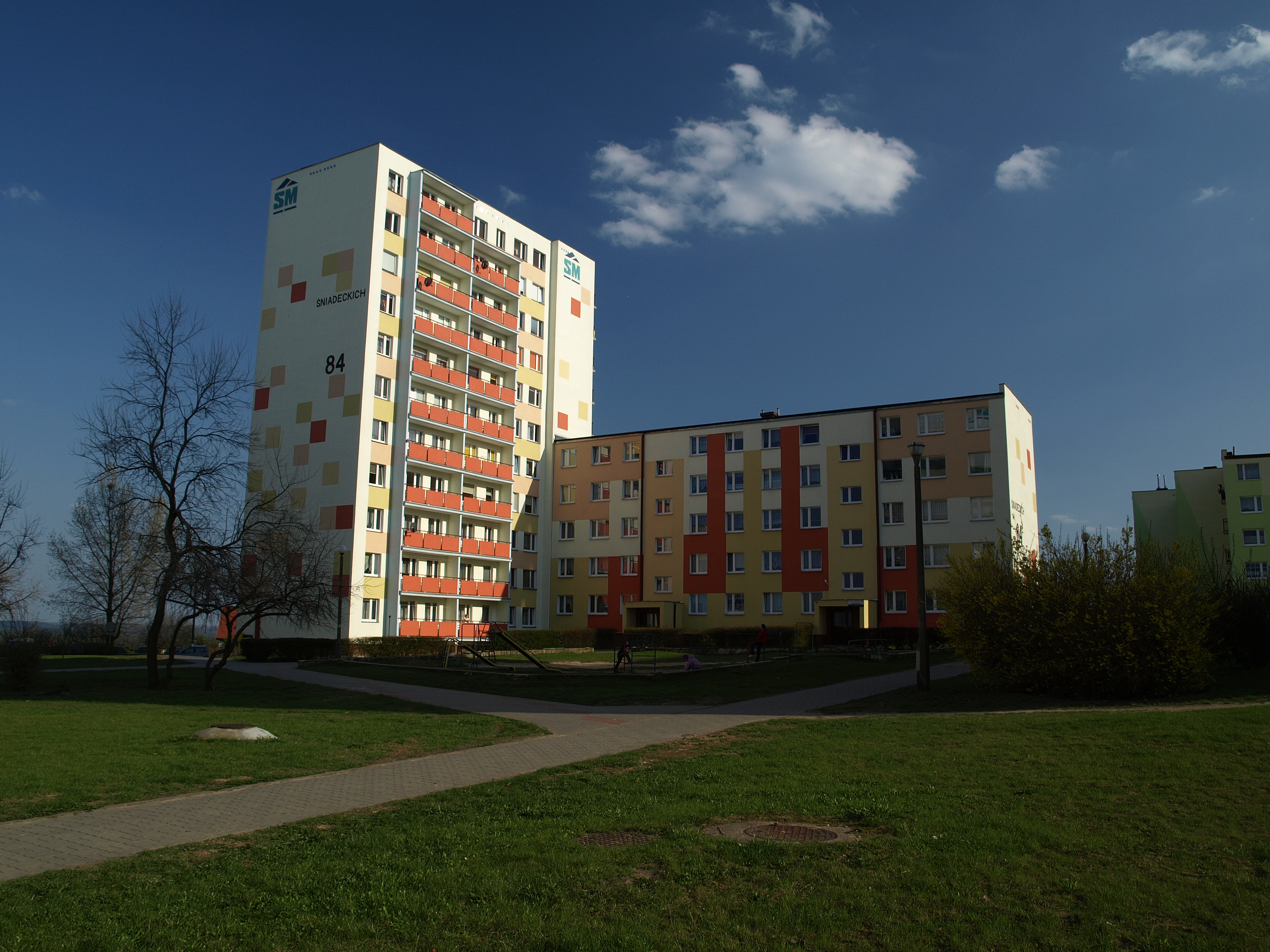
Fragment osiedla Strzemięcin
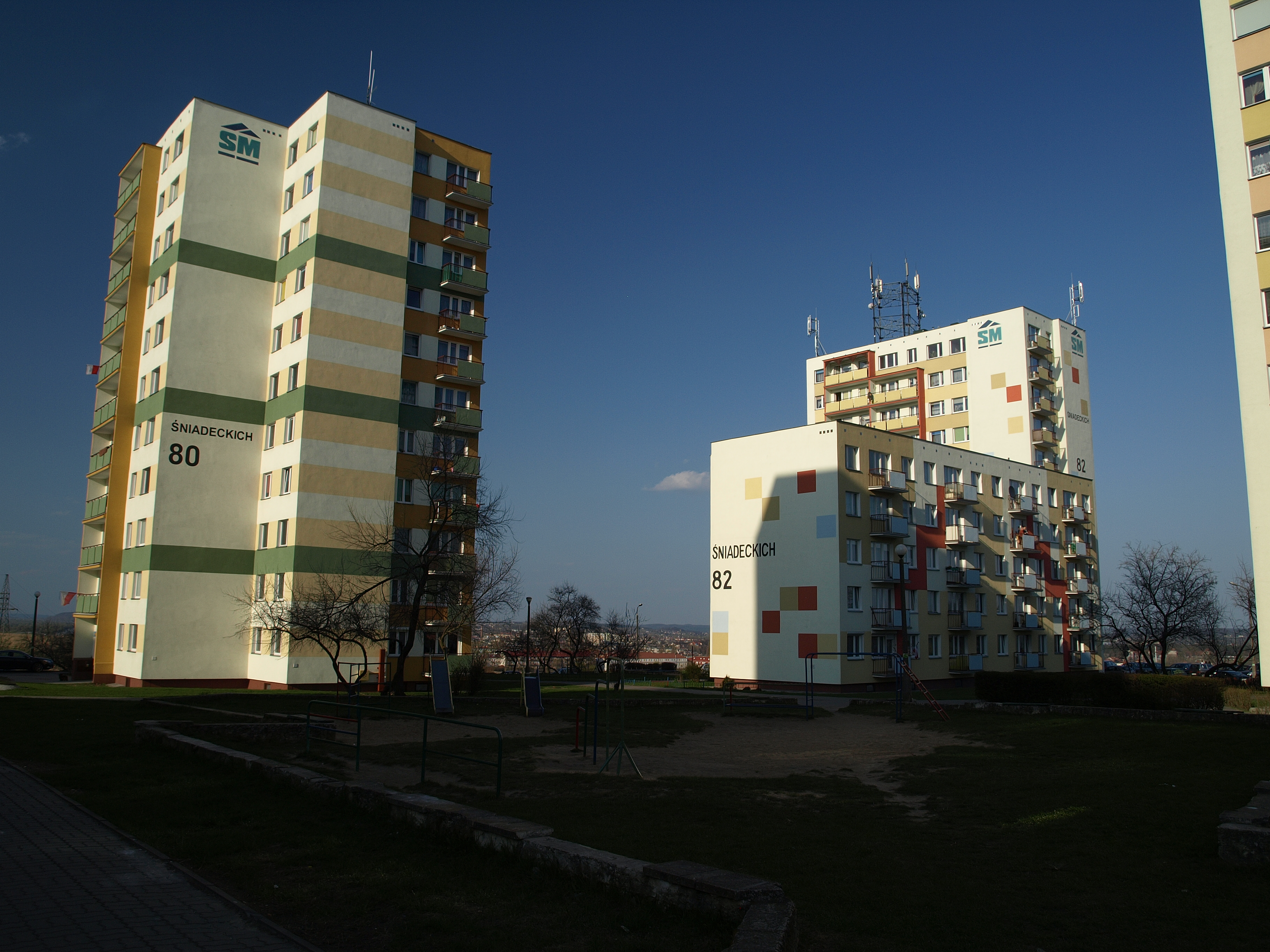
Fragment osiedla Strzemięcin
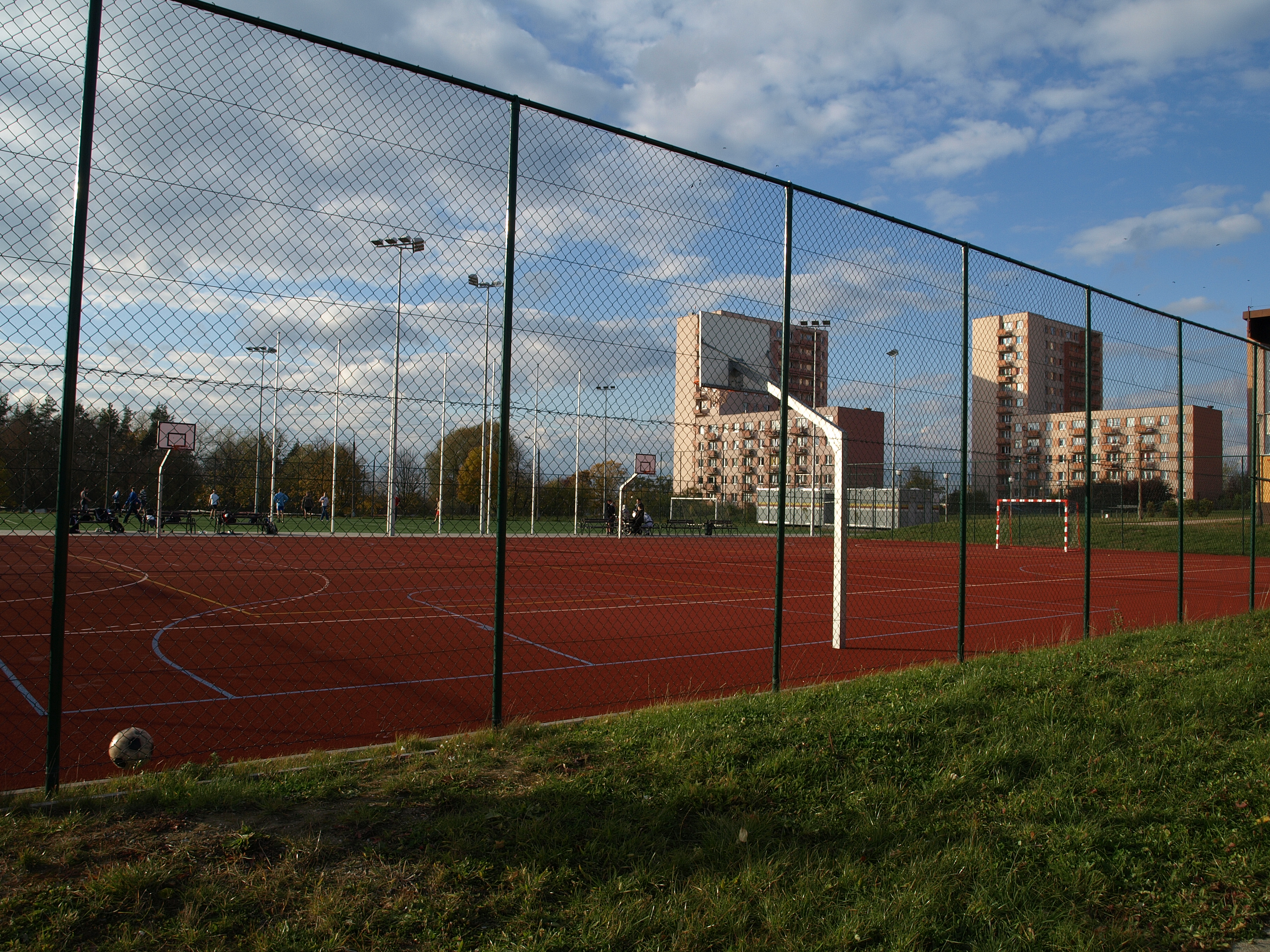
Kompleks boisk "Orlik" na osiedlu Strzemięcin
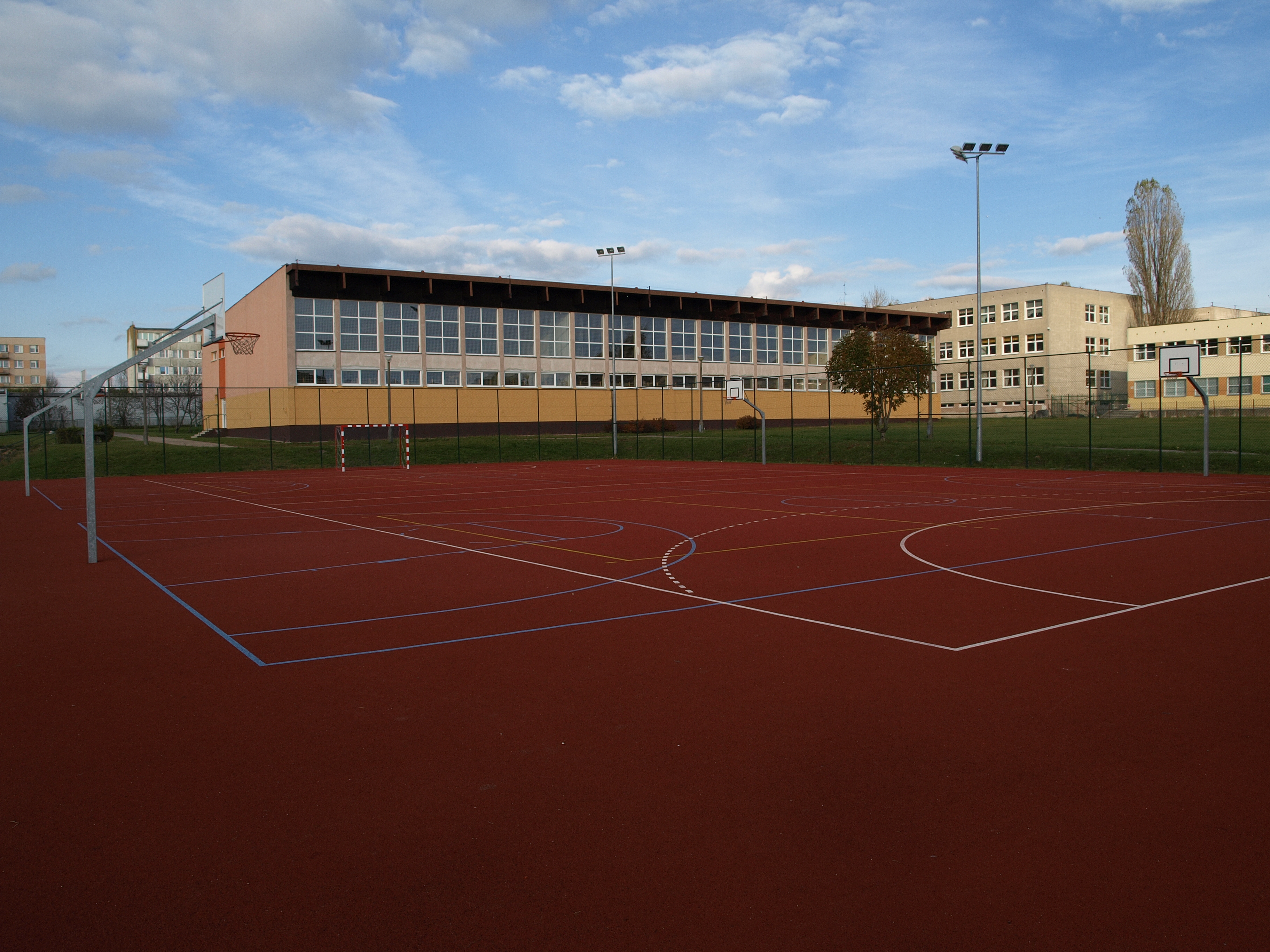
Kompleks boisk "Orlik" na osiedlu Strzemięcin; w tle sala gimnastyczna Zespołu Szkół Ogólnokształcących im. Bronisława Malinowskiego